# Genac
Genac ist eine Ortschaft und eine ehemalige französische Gemeinde mit 773 Einwohnern (Stand: 1. Januar 2019) im Département Charente in der Region Nouvelle-Aquitaine (vor 2016 Poitou-Charentes). Sie gehörte zum Arrondissement Cognac und zum Kanton Val de Nouère. Die Einwohner werden Genacais genannt.
Mit Wirkung vom 1. Januar 2016 wurden die früheren Gemeinden Bignac und Genac zu einer Commune nouvelle namens Genac-Bignac zusammengelegt. Die ehemaligen Gemeinden verfügen in der neuen Gemeinde über den Status einer Commune déléguée. Der Verwaltungssitz befindet sich im Ort Genac.

## Geographie
Genac liegt etwa 19 Kilometer nordnordwestlich von Angoulême. Der Fluss Charente durchquert die ehemalige Gemeinde im Norden. Umgeben wurde die Gemeinde Genac von den Nachbargemeinden Marcillac-Lanville im Norden, La Chapelle im Norden und Nordosten, Vouharte im Nordosten und Osten, Bignac im Osten, Saint-Genis-d’Hiersac im Süden, Saint-Cybardeaux im Südwesten und Westen sowie Gourville im Nordwesten.

## Bevölkerungsentwicklung
| Jahr                       | 1962 | 1968 | 1975 | 1982 | 1990 | 1999 | 2008 | 2012 |
| -------------------------- | ---- | ---- | ---- | ---- | ---- | ---- | ---- | ---- |
| Einwohner                  | 708  | 685  | 686  | 678  | 761  | 686  | 672  | 759  |
| Quellen: Cassini und INSEE |      |      |      |      |      |      |      |      |

## Sehenswürdigkeiten
- katholische Kirche Saint-Pierre-des-Martyrs aus dem 12. Jahrhundert, Monument historique seit 1980

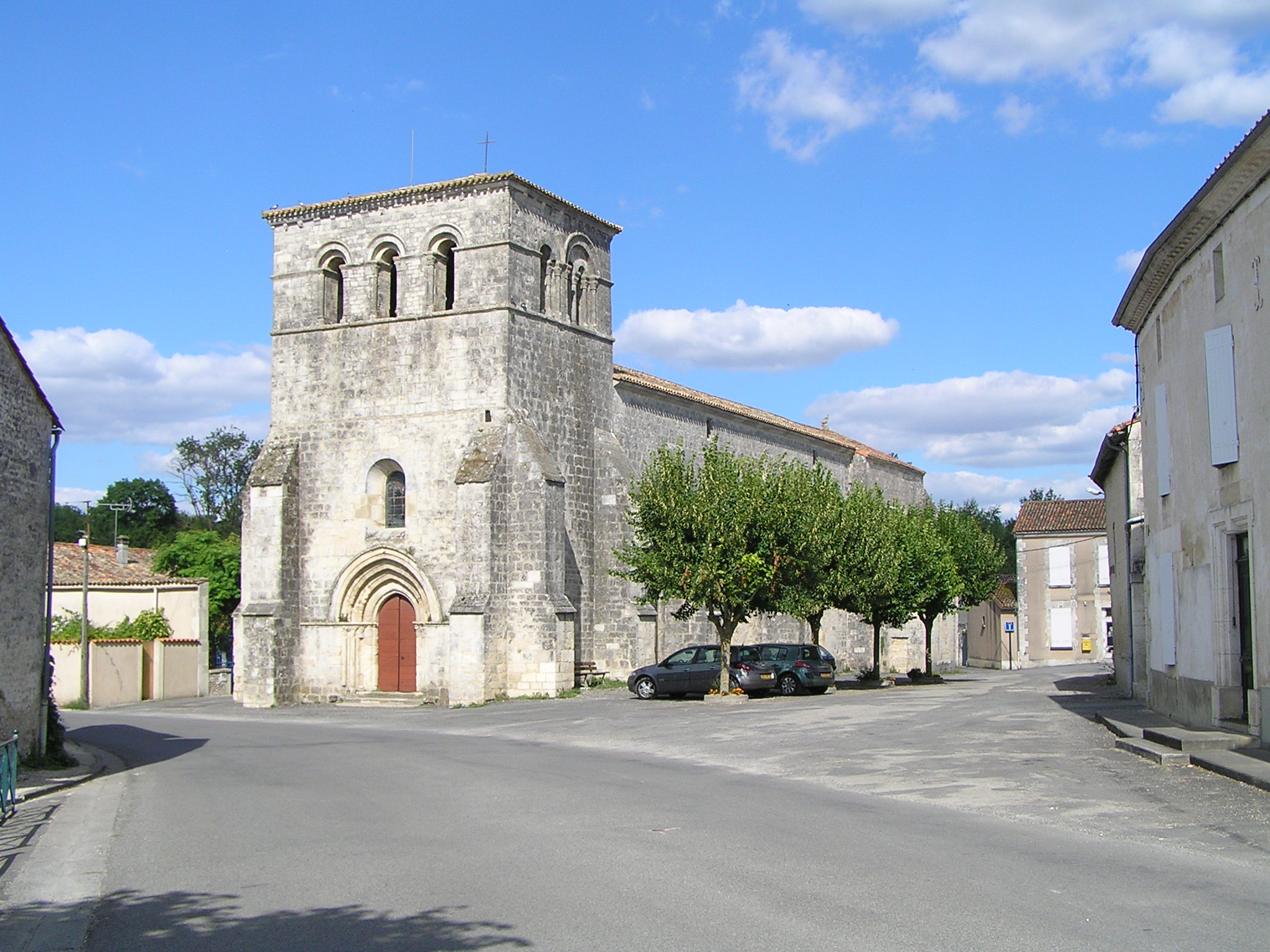
Kirche Saint-Pierre-des-Martyrs

- Waschhaus